# Sugar Rush
「Sugar Rush」（シュガー・ラッシュ）は、AKB48の楽曲である。作詞は秋元康、作曲はジェイミー・ヒューストンが担当した。ディズニー映画「シュガー・ラッシュ」エンディングテーマ3曲のうちのひとつ。

## 概要
歌唱メンバー
（センター：大島優子、高橋みなみ）
- チームA：川栄李奈、篠田麻里子、高橋みなみ、渡辺麻友
- チームK：板野友美、大島優子
- チームB：柏木由紀、小嶋陽菜、島崎遥香
- SKE48 チームS / AKB48 チームK：松井珠理奈

「Sugar Rush」のミュージック・ビデオ監督は「呼び捨てファンタジー」以来となる蜷川実花が担当している。
2019年6月現在、AKB48の関連CDには未収録。同映画のサントラに収録されディズニーの主題歌の日本語盤のコンピレーションアルバムに収録されている。
ミュージック・ビデオについては、AKB48のシングル「So long !」Type-Bの付属DVDに収録され、同年発売の『ミリオンがいっぱい〜AKB48ミュージックビデオ集〜』にも収録されている。